# 299 f.Kr.

## Händelser

### Efter plats

#### Romerska republiken
- Samniterna, som tar chansen när romarna är upptagna på den lombardiska slätten, inleder det tredje samnitiska kriget med en samling galliska och sabinska legosoldater samt etruskiska allierade till hjälp.

#### Kina
- Staten Qin anfaller åtta av staten Chus städer. Chu skickar då ett sändebud till kungen av Huai för att be honom att bege sig till Qin för att förhandla om fred. Qu Yuan går, med fara för sitt eget liv, till hovet för att förmå kungen av Huai att inte bege sig till förhandlingarna.
- Kung Wuling av Zhao abdikerar från staten Zhaos tron till förmån för sin son.

## Avlidna
- Titus Manlius Torquatus, romersk konsul